# Панамериканские игры 1951
1-е Панамериканские игры 1951 года — мультиспортивное соревнование, проводившееся 25 февраля — 9 марта 1951 года в городе Буэнос-Айрес.

## Виды спорта
| - Лёгкая атлетика - Бейсбол - Баскетбол - Бокс - Велоспорт - Прыжки в воду - Конный спорт - Фехтование - Футбол - Спортивная гимнастика - Современное пятиборье - Поло - Академическая гребля - Парусный спорт - Стрельба - Плавание - Теннис - Водное поло - Тяжёлая атлетика - Борьба |

## Медальный зачёт
| Место | Страна     | Золото | Серебро | Бронза | Всего   |
| ----- | ---------- | ------ | ------- | ------ | ------- |
| 1     | Аргентина* | 68     | 44/47   | 38/39  | 150/154 |
| 2     | США*       | 44/46  | 33      | 18/19  | 95/98   |
| 3     | Чили*      | 9/8    | 20/19   | 12     | 41/39   |
| 4     | Куба       | 9      | 9       | 10     | 28      |
| 5     | Бразилия   | 5      | 15      | 12     | 32      |

## Страны-участницы
- Аргентина
- Бразилия
- Венесуэла
- Гаити
- Гватемала
- Колумбия
- Коста-Рика
- Куба
- Мексика
- Панама
- Парагвай
- Перу
- США
- Тринидад и Тобаго
- Аргентина
- Эквадор
- Ямайка

## Примечание
(*) — медали, рассчитанные на Аргентину, США и Чили являются спорными.